# Mary Daly
Mary Daly (16. října 1928, Schenectady, New York, USA – 3. ledna 2010, Gardner, Massachusetts, USA) byla americká feministická teoložka, která se v současné době považuje za postkřesťanskou myslitelku.

## Život
Mary Daly vyrůstala ve velice vyhraněném katolickém prostředí. Nedokázala si proto pod pojmem teologie představit nic jiného, než „katolickou teologii“, kterou ovšem na vyšším stupni nemohla v USA studovat. Proto se Daly vydala na studie do Fribourgu, kde byla teologická fakulta kontrolovaná státem, a nebylo možné vylučovat ze studia ženy, alespoň ne legální cestou (srov. Daly, 1985, str. 8). Daly popisuje léta strávena ve Fribourgu jako frustrující i plodná zároveň. Studium ji velice obohacovalo a zažívala období osobního růstu, na druhou stranu se zde cítila velice izolovaná, protože pociťovala nepřátelství svých mužských kolegů.
Během studií ve Fribourgu měla Mary Daly příležitost navštívit Řím v době konání 2. vatikánského koncilu. Ten se stal inspirací pro její první knihu The Church and the Second Sex (1968), ve které Daly provádí historickou a filozofickou kritiku patriarchálních struktur církve, které se podle jejího názoru projevovaly a projevují v násilí na ženském těle, mysli i duchu. V době konání koncilu měla Daly stále naději, že se provedou radikální změny, které povedou k emancipaci žen v katolické církvi, především na poli kněžské služby.
Tato naděje ovšem netrvala dlouho. Výsledky 2. vatikánského koncilu Daly velice znepokojily a rozhořčily. Představa kněží v barevných obřadných hábitech podávajících hostii řádovým sestrám v černé a bílé byly pro Daly symbolem znetvoření ženského těla a psyché.
V roce 1966 se Daly vrátila do Spojených států a začala vyučovat na Boston College, kde také knihu The Church and the Second sex dokončila. Krátce po vydání knihy byla Daly z Boston College odvolána. To vyvolalo velké protesty nejen na univerzitě, ale po celém státě. Daly byla ke svému vlastnímu překvapení přijata zpět, a dokonce jí byla v roce 1969 nabídnuta definitiva. Reakce na její knihu a spory ohledně jejího působení na univerzitě byly pro Daly podnětem k tomu, aby opustila církev. Od tohoto roku se profilovala jako autorka post-křesťanská. Konflikty se světskou i sekulární mocí byly pro Daly pouze potvrzením toho, že se ženy v patriarchální společnosti nemohou stát jejími plnohodnotnými členy, ani plnohodnotnými členy církve. V následujících letech se Daly dostávala do konfliktu nejen s církví, ale i s univerzitou. V roce 1975 jí např. univerzita odmítla udělit profesuru. Byla jí udělena až po dalších protestech veřejnosti.
Konflikty byly často vyvolávány jejím radikálním gynocentrismem. Odmítala například přítomnost mužů na svých přednáškách. Toto jednání nebyla univerzita ochotna akceptovat, což vedlo Daly k tomu, že zde přestala vyučovat. Na základě autobiografických komentářů Mary Daly je možné odvodit, že již první konflikt s patriarchální autoritou vedl ke zrození nové Mary Daly, která již netoužila po reformě v církvi a společnosti, ale po zcela novém systému.

Tato změna je patrná především v její další publikaci Beyond God the Father (1973), která byla krokem ke zcela nové filozofii osvobození žen. Odmítá jak křesťanský, tak patriarchální náhled na svět a směřuje ke gynocentrické vizi světa. Tyto myšlenky Daly rozvíjí i ve svých dalších knihách. Snaží se o vytvoření nové reality, ve které by nebylo místo pro patriarchát. Kritizuje patriarchální systém a jeho významy a hledá nové, které by je nahradily. Snaží se nalézt alternativní realitu, kde by se ženy mohly realizovat ve své celosti, kde bude historie tvořena ženami.

## Dílo
- The Church and the Second Sex. Harper & Row, 1968
- Beyond God the Father: Toward a Philosophy of Women's Liberation. Beacon Press, 1973, ISBN 0-8070-2768-5
- Gyn/Ecology: The Metaethics of Radical Feminism, Beacon Press, 1978, ISBN 0-8070-1510-5
- Pure Lust: Elemental Feminist Philosophy, Beacon Press, 1984, ISBN 0-8070-1504-0
- Websters' First New Intergalactic Wickedary of the English Language, Conjured in Cahoots with Jane Caputi (spoluautoři Jane Caputi a Sudie Rakusin), Beacon Press, 1987, ISBN 0-8070-6706-7
- Outercourse: The Bedazzling Voyage, Containing Recollections from My Logbook of a Radical Feminist Philosopher, HarperSanFrancisco, 1992, ISBN 0-06-250194-1
- Quintessence... Realizing the Archaic Future: A Radical Elemental Feminist Manifesto, Beacon Press, 1998, ISBN 0-8070-6790-3
- Amazon Grace: Re-Calling the Courage to Sin Big, Palgrave Macmillan, 2006, ISBN 1-4039-6853-5